# Mercado La Victoria
El Antiguo Mercado "La Victoria" es un inmueble ubicado en el Centro Histórico de Puebla, en el estado de Puebla, México. Fue construido, inicialmente a mediados del siglo XIX, en los terrenos que fueron originalmente el huerto del Templo de Santo Domingo y cedido para instalar ahí el mercado de la ciudad mismo que inició operaciones en septiembre de 1854, durante el gobierno del presidente Antonio López de Santa Anna. Se le dio ese nombre para recordar la Victoria del ejército mexicano contra el ejército español de Isidro Barradas en 1829. 
Posteriormente fue reconstruido el inmueble en el mismo sitio y como ahora se conoce en 1914, durante el gobierno del presidente Porfirio Díaz conservando su nombre original de Mercado "La Victoria" aunque el Ayuntamiento también lo nombra Guadalupe Victoria. Sirvió entre 1954 y 1986 como el centro de venta de alimentos perecederos más grande de la capital, hasta que fue desocupado por el gobierno local debido al foco de insalubridad que representaba. Después de ocho años de abandono, en 1994 fue rescatado por la Fundación Amparo, responsable del Museo Amparo. Actualmente funciona como un centro comercial.

## Historia
La primera piedra del Mercado "La Victoria" fue colocada en septiembre de 1854 y bautizado así en recuerdo de "La Victoria" del ejército mexicano frente a los españoles de Isidro Barradas en 1829 en Tampico, "Expedición Barradas" "Batalla de Tampico". Su ubicación fue el área que antes fuera conocida como la huerta del Convento de Santo Domingo, la cual fue cedida por los religiosos desde 1854. Desde finales del siglo XIX, el mercado desarrolló una alta actividad comercial. 
La construcción como ahora se conoce terminó en 1914 y formó parte de un conjunto de obras pensadas para embellecer y modernizar la ciudad durante la época del Porfiriato, siendo una de las últimas construcciones de hierro forjado en México. La obra fue dirigida por Julián de Saracíbar, y fue inaugurada oficialmente el 5 de mayo de 1913 por el gobernador Juan B. Carrasco. La obra tuvo que ser inaugurada sin terminar a causa de la revolución mexicana, por lo que la construcción culminó hasta el año siguiente.
Desde su apertura, el mercado se consolidó como el principal punto de abastecimiento de alimentos perecederos en Puebla, hasta que el 14 de octubre de 1986 fue clausurado por órdenes del alcalde Jorge Murad Macluf. La idea del alcalde era rescatar el inmueble histórico al desalojar y reubicar a cerca de dos mil comerciantes porque el mercado se había convertido en un foco de infección debido a la ausencia de medidas sanitarias adecuadas.
El mercado permaneció cerrado durante ocho años, hasta que en 1994 fue entregado en un comodato por 99 años a la Fundación Amparo para su restauración. En un primer momento, se contempló la creación de un museo de arte moderno y un centro de convenciones; sin embargo, el inmueble fue ocupado por diversos comercios, convirtiéndolo en una plaza comercial.
El mercado La Victoria es considerado la cuna de la cemita compuesta, ya que en ese lugar se vendía el pan de “suela” con la parte de abajo con salvado, y decorada con ajonjolí en la parte de arriba. Los viajeros pasaban y compraban su pan y posteriormente el aguacate, queso blanco, la pata de res, chiles en vinagre y pápalo para rellenarlas.
En el lugar comenzaron a vender las cemitas ya preparadas con pata, siendo las originales, y posteriormente llegaron las de milanesa, carne enchilada y otras que conocemos actualmente.

### Antecedentes
En el siglo XVI y pocos años después de la fundación de la Ciudad de los Ángeles, el espacio de la Plaza de Armas, conocida hoy como Zócalo, sirvió para instalar el tianguis donde los días jueves se comerciaba con hortalizas, frutas, vino, azúcar, lino y otros comestibles, siendo los indígenas quienes ofrecían estos productos pues los españoles tenían prohibido hacerlo. Luego, en el siglo XVII, los días de plaza se ampliaron a los jueves y sábados, siendo a parir de 1714 cuando el comercio se empezó a realizar todos los días de la semana en puestos fijos a los que se les llamaba “cajones”. Fue un incendio ocurrido en 1796, que acabó con los cajones del mercado de la Plaza Mayor, lo que decidió al intendente Manuel de Flon, conde de la Cadena, a desalojar a los comerciantes de la Plaza Principal y construir El Parián para instalar allí a los barailleros y cajones de ropa, terminando su fábrica en 1801, lográndose trasladar allí a los vendedores de la Plaza Mayor hasta el año de 1854, después de vencer la mucha resistencia que estos opusieron.

## Arquitectura

### Espacio
El edificio estaba dotado de un interior ligero, esbelto, transparente y moderno. De planta libre, con circulaciones generosas logradas por el cruce de los dos pasillos principales de 10 metros de ancho; con iluminación y ventilación abundantes que, para conseguirse, en los citados pasillos se colocaron puestos de tres metros de ancho por tres metros de alto, así para estos fines, resultan prácticamente abiertos
Técnicamente, el edificio del mercado se levantó en 17,600 m2 que se dividirían en mercados más pequeños para fruta, verdura, pescado, carne, pan y tamales para que quedarán independientes entre sí, pero conectados por los pasillos centrales. 
En 1994 el mercado La Victoria fue dado en comodato por 99 años a la Fundación Amparo para que lo restaurara, debiendo dedicarse el inmueble al desarrollo de la actividad comercial y artesanal de la ciudad en beneficio de la colectividad, contemplándose en el proyecto original de la Fundación Jenkins para complementar el mercado con un centro de convenciones y un museo de arte moderno, el plan general consistió en hacer desaparecer todas las instalaciones interiores de la plaza; en quitar el pavimento de piedra y sustituirlo por una plancha de concreto; en arreglar las diferentes secciones del mercado y organizarlo en torno a los dos pasajes centrales que lo atravesaran de lado a lado.

### Sistema constructivo
La estructura fue prefabricada y traída desde Francia. Con vigas principales que trabajan a flexión unidas a los perfiles de la estructura secundaria por medio de remaches. Soportadas por columnas que trabajan a compresión y tienen mayor flexibilidad, fue uno de los últimos edificios construidos con hierro forjado.
El quiosco, romanticista con influencia mudéjar, que se define como eje del mercado, era exclusivo para la venta de flores. Cubierto con emplomados que enmarcan magníficamente su estructura metálica. Su autor: el maestro Enrique Cañas.

## Galería de imágenes

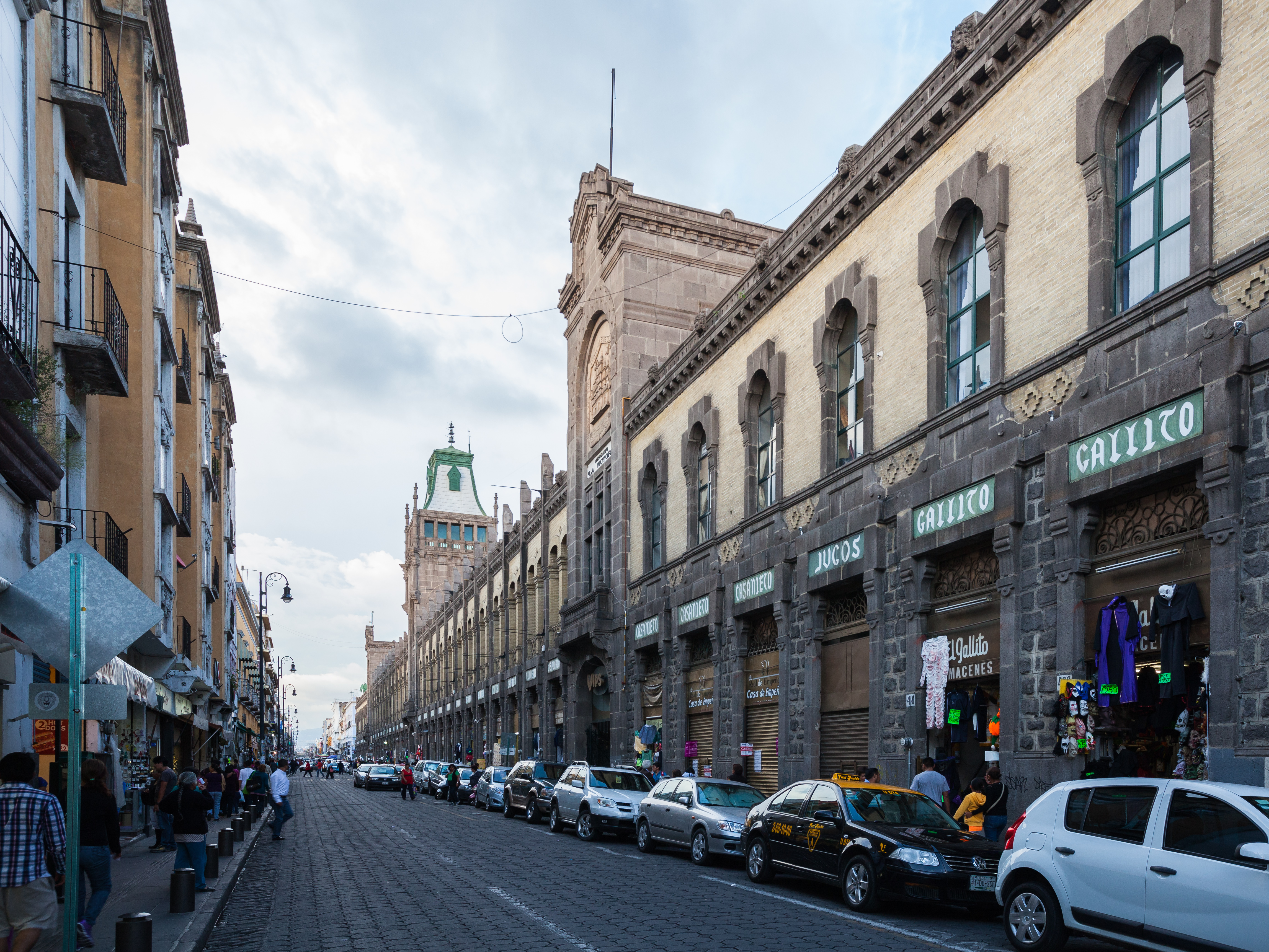
Vista del exterior.
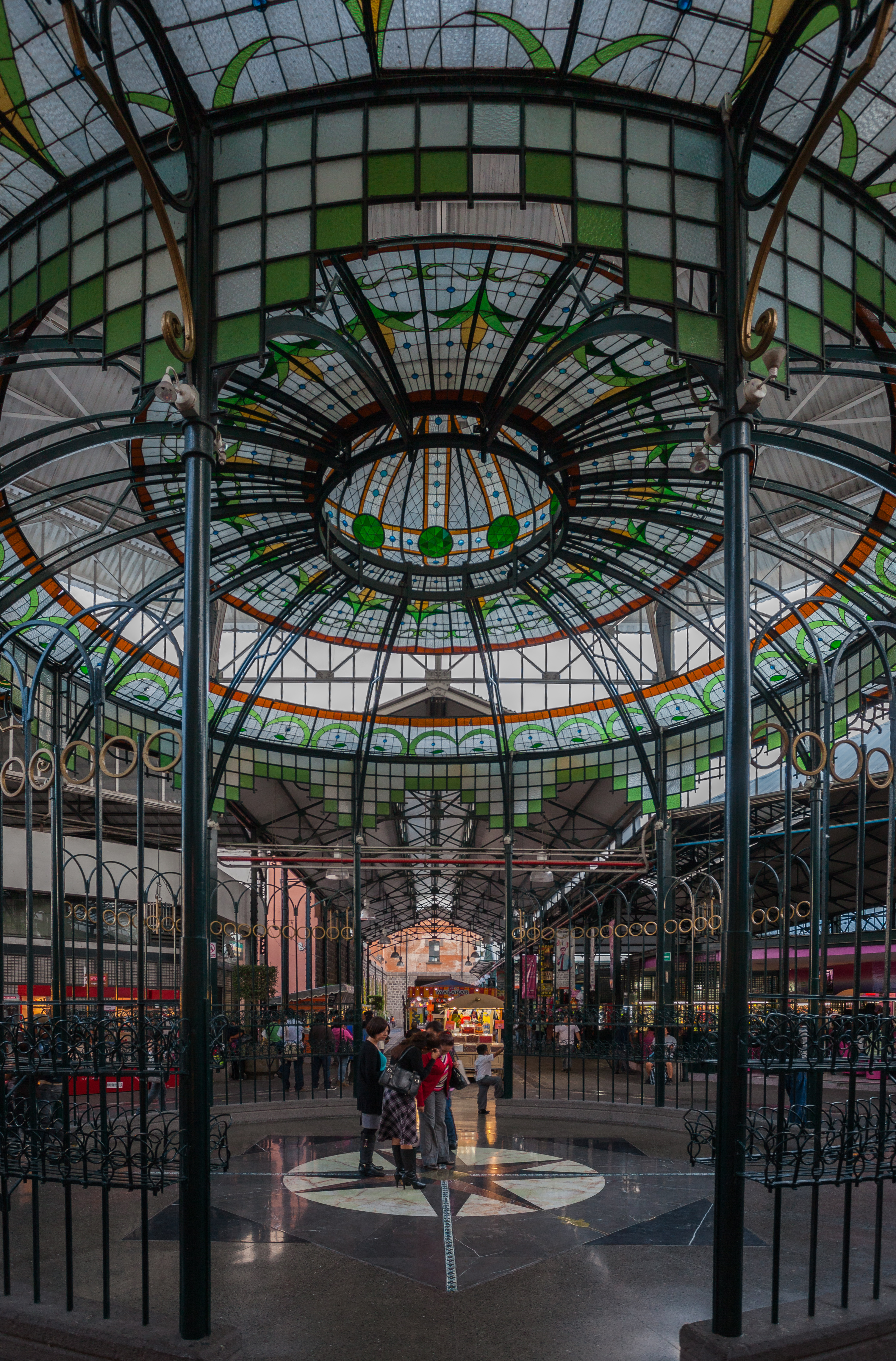
La construcción del Mercado "La Victoria" fue de hierro forjado.
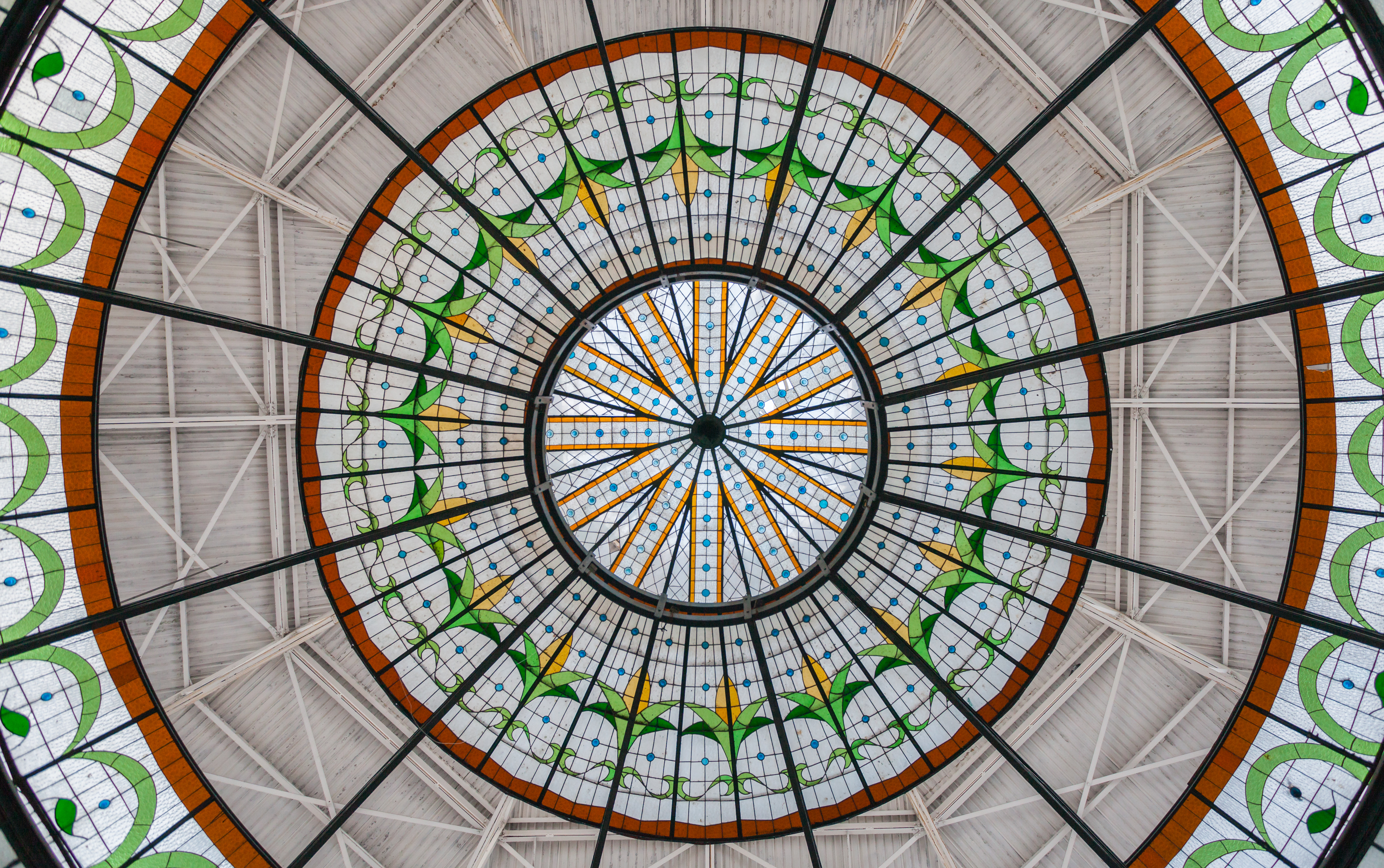
Detalle.
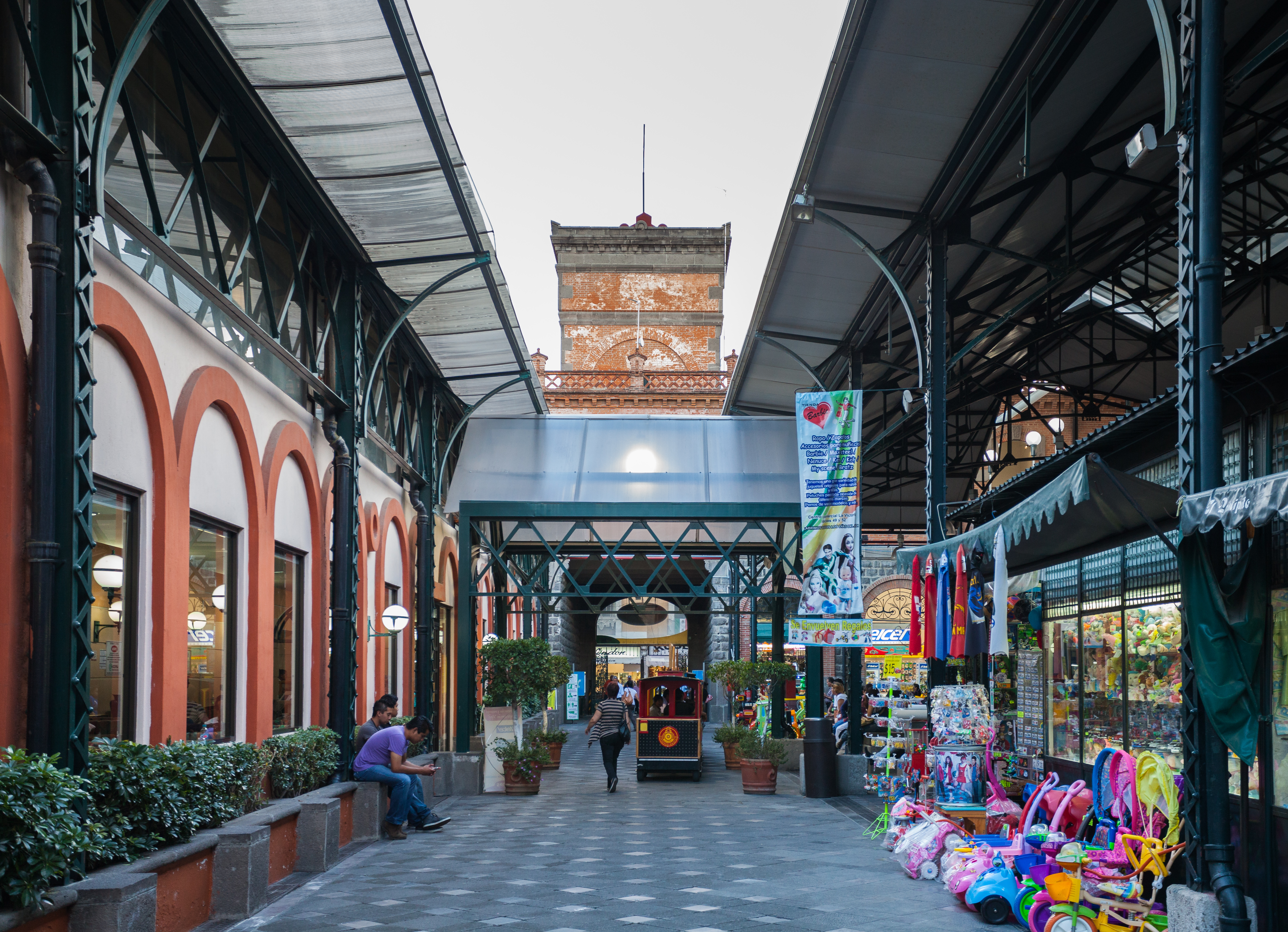
Pasaje.